# Neil Young
Neil Percival Young, kanadski kantavtor in rock glasbenik, * 12. november 1945, Toronto, Kanada.
Young, eden najvidnejših sodobnih rock glasbenikov, je aktiven v glasbi vse od 1960. let in je samostojno ali kot član različnih skupin ustvaril več deset albumov v širokem razponu slogov, od bluesa do elektronske glasbe, njegova najbolj prepoznavna dela pa uvrščamo v dva ekstrema, mehak folk in country rock na eni ter eksploziven hard rock na drugi strani.

## Življenjepis
Igrati je začel že v srednji šoli, po selitvi v Kalifornijo leta 1966 pa je soustanovil skupino Buffalo Springfield in se leta 1969 pridružil superskupini Crosby, Stills & Nash. Že prej, leta 1968, je izdal tudi svoj prvi solo album. Njegovo vztrajno eksperimentiranje s slogi in zvoki je vplivalo na številne glasbenike; hrapav kitarski zvok z obilno uporabo distorzije, značilen za njegovo delo s skupino Crazy Horse, so na primer prevzeli grunge glasbeniki, tako da je v 1990. letih dobil nadimek »boter grungea«. Ne glede na glasbeni slog je prepoznaven tudi po svojem falzetu in globoko osebnoizpovednih besedilih.
Svojo slavo izkorišča tudi za družbeni in okoljski aktivizem. Med drugim je podprl ali soustanovil kampanje za podporo malim kmetom v boju proti korporacijam, proti okoljsko nesprejemljivemu izkoriščanju naftnega peska v Kanadi in za vpis pravice do zdravega okolja v kanadsko ustavo. Poleg tega je s sedanjo ženo Pegi soustanovil zasebno šolo za hudo prizadete otroke; eden od njegovih sinov ima namreč hudo in drugi blažjo obliko cerebralne paralize (za skrb zanju se je zelo zavzel), poleg njiju pa ima še eno hči. Sam trpi za epilepsijo in težavami s hrbtenico. Živi odmaknjeno na ranču na kalifornijskem podeželju.

## Priznanja
Za svoje ustvarjalno delo je prejel številne nagrade in nominacije; ima dva grammyja, enega za najboljšo rock skladbo (»Angry World«, 2010) in enega za najboljši box set ali omejeno izdajo (Neil Young Archives, Vol. 1: 1963-1972) ter nominacijo za oskarja za skladbo »Philadelphia« iz istoimenskega filma leta 1994. Dvakrat je bil sprejet v Hram slavnih rokenrola, samostojno in kot član Buffalo Springfield. Leta 2009 je bil imenovan za častnika reda Kanade.